# マンドゥ・ディアオ
マンドゥ・ディアオ (Mando Diao) は、スウェーデン、ダーラナ県ボーレンゲ市出身のガレージロック・バンドである。メンバー全員ビートルズが好きで、「ア・ハード・デイズ・ナイト」をカバーしている。世界中でツアーを行っており、スウェーデンのほかにドイツ、日本で人気が高い。

## メンバー

### 現メンバー
- ビヨルン・ディクスクウォット (Björn Dixgård 1981年5月8日 - ) ギター、ボーカル

ディクスクウォット/ノリアン (Dixgård/Norén) のクレジットでグスタフと共に作曲を担当。2007年、初のソロツアーをヨーロッパで行う。姉（Linnéa Dixgård、Twin Flower Band） が1人おり、2013年のInfrusetツアーで共演。
- カール・ヨハン・フォーゲルクロウ (Carl-Johan Fogelklou 1980年8月15日 - ) ベース

ポール・マッカートニーモデルのベースを持っていたことがきっかけで参加。ライブ中はステージ上を激しく動き回る。愛称はCJ。
- ダニエル・ハグランド (Daniel Haglund 1980年3月25日 - ) キーボード、ギター

オリジナルメンバー。2003年4月に脱退したが、2011年に再加入。
- パトリック・ヘイキンピエティ (Patrik Heikinpieti 1977年5月5日 - ) ドラム

古くからのドラムエンジニア。サミュエル脱退後正式メンバーとなる。愛称はPatso。

### 元メンバー
- フレドリック・ニルソン (Fredrik Nilsson) ベース

初期メンバー。CJと入れ替わりで脱退。
- アントン・グランストローム (Anton Grahnstrom) ドラム

初期メンバー。サミュエルと入れ替わりで脱退。
- サミュエル・ギールス (Samuel Giers) ドラム

2011年1月に脱退。
- マッツ・ビヨルク (Mats Björke) キーボード

2014年11月に脱退。
- グスタフ・ノリアン (Gustaf Norén) ギター、ボーカル、ピアノ

2015年6月に脱退。

## 来歴
1990年代半ば、ビヨルン・ディクスクウォットとダニエル・ハグランドが前身バンド、バトラー (Butler) を結成。メンバーは流動的であったが、1996年グスタフ・ノリアンがバンドに参加、1999年にカール・ヨハン・フォーゲルクロウとサミュエル・ギールスが加入して本格的に活動を行うようになる。ビヨルンとグスタフは、避暑用別荘で14か月間、曲を書くことに費やした。オリジナルなインスピレーションの源泉としてビートルズを挙げている。2人はバンド名を「マンドゥ・ディアオ」と変更。由来はビヨルンの夢に出てきた言葉で、特に意味は無い。
現在のバンド名「マンドゥ・ディアオ」となったバンドは、地元ボーレンゲのクラブで1999年にライヴを行い、地元紙に「ベスト未契約バンド」として紹介される。その後、すぐにEMIスウェーデンと契約し2002年アルバム『ブリング・エム・イン』をリリースし、地元のバンド（The Hellacopters や Kent）と一緒にスウェーデンや他の北欧諸国ツアーを開始した。
2003年4月、ダニエル・ハグランドが脱退し、マッツ・ビヨルクが参加。
2005年、ザ・ブレイヴリーのサポートを行った。2006年のヨーロッパ・ツアーでは、レイザーライト、ヨノッシー、ダーティ・プリティ・シングス、ラリキン・ラヴと共演した。
2007年1月、スウェーデン・ウメオのオペラハウスでのライブ中、床が抜け観客が怪我をするという事故が起きた。バンドはウメオに留まり、入院したファンを個人的に見舞った。
2007年、初のヘッドライナーとして、ライブ・アース（ドイツ、ハンブルク）に出演。
2007年の終わりに、ビヨルン・ディクスクウォットはヨーロッパ・ソロ・コンサートを行った。
2010年、MTVアンプラグドに出演。レコーディングを終えた2011年1月、サミュエル・ギールスが脱退。ドラムエンジニアだったパトリック・ヘイキンピエティが加入。
2011年、脱退していたダニエル・ハグランドがサポートとして再加入。その後、正式メンバーとなる。
2012年、スウェーデンの著名な詩人グスタフ・フレーディン（Gustaf Fröding）の没100年を記念して、フレーディンの詞に曲を付けた「Infruset」をリリース。母国スウェーデンで初となるアルバムチャート第1位を獲得。最も成功したスウェーデンのバンドとして高い評価を得、プラチナアルバムに4度輝き、2013年のスウェーデングラミー賞でベストフォークグループ、2013年のロックビヨルネン（Rockbjönen）でベストライブグループ賞を受賞した。アルバムは2012年11月から2014年9月まで97週間、スウェーデンのチャート入り。シングル「Strövtåg I Hembygden」は、2014年10月に連続100週間トップ10入りを果たした。
2014年10月16日、地元ボーレンゲの近くのファルン（スウェーデン）で行われる2015年スキー世界選手権のために「Love Last Forever」を提供。
2014年11月、マッツ・ビヨルクが脱退（本人の弁によるものであり、このことに関してバンドは何も発言していない）。
2015年6月、公式サイトでビヨルン・ディクスクウォットが「マンドゥ・ディアオはグスタフ・ノリアンと道を分かつことになった」と発表。その後はグスタフ抜きで、既に決定していたフェスティバルに予定どおり出演、また新しく決まったフェスティバルに出演している。2015年6月27日の地元スウェーデンのフェスティバルKiruna Festivalenから、Mofeta & JerreのJens Siverstidtがサポートギタリストとして参加。

## ディスコグラフィー

### スタジオ・アルバム
- ブリング・エム・イン - Bring 'em In (2002年)[11]
- ハリケーン・バー - Hurricane Bar (2004年)[12]
- オード・トゥ・オクラシー - Ode To Ochrasy (2006年)[13]
- ネバー・シーン・ザ・ライト・オブ・デイ - Never Seen The Light Of Day (2007年)[14]
- ギヴ・ミー・ファイア - Give Me Fire （2009年）[15]
- Infruset （2012年）[16]
- AELITA （2014年）[17]

### その他
- Down IN The Past (DVD、2006年)[18][19]
- The Malevolence Of Mando Diao 2002 - 2007 (CD、2009年)[20]
- Above And Beyond - MTV Unplugged (CD、DVD、BD、2010年)[21]
- Ghosts&Phantoms (Download、LP、2011年)
- Greatest Hits Volume One (Mando Diao album)|Greatest Hits Volume 1 (CD、2012年)[22]
- Infruset Guld (CD、2013年)
- AELITA Auro 3D (BD-AUDIO、2014年)[23]

## サイドプロジェクト
2010年頃から、グスタフとビヨルンは5thアルバムギヴ・ミー・ファイア！のプロデューサーであるサラザール・ブラザーズの誘いにより、アート集団カリゴラ（Caligora)に参加。ミュージック部門の活動として、ファースト・シングル、「Sting of Battle」を2011年12月にリリース 、アルバム 「Back to Earth」を2012年2月にリリースした。セカンド・シングルの「Forgive Forget」は2012年5月、ドイツでゴールド・ディスクを獲得。アルバム「Back to Earth」は、「Back to Earth - Resurrection」として新たにレコーディングした8曲を加え2012年11月に再発している。また、2012年には、ポール・ヴァン・ダイク（Paul van Dyk）のアルバム「Evolution」の10曲目に、「If You Want My Love」を提供した。